# Bodianus frenchii
Bodianus frenchii, tên thông thường trong tiếng Anh là foxfish, là một loài cá biển thuộc chi Bodianus trong họ Cá bàng chài. Loài này được mô tả lần đầu tiên vào năm 1879.

## Từ nguyên
Từ định danh của loài được đặt theo tên của Herr French, một phụ tá của Tiến sĩ V. Müller, người đã thu thập nhiều loài cá ở Úc mà được mô tả bởi Klunzinger.
Tên thông thường được dùng phổ biến của loài này, foxfish, là do trước đây chúng bị xác định nhầm với Bodianus vulpinus (vulpinus trong tiếng Latinh có nghĩa là "như cáo"), cũng là loài đặc hữu của Úc nhưng chỉ được tìm thấy ở vùng biển phía tây nam.

## Phạm vi phân bố và môi trường sống
B. frenchii là loài đặc hữu của vùng biển ôn đới phía nam Úc. Ở bờ đông, loài này được ghi nhận từ vùng Mooloolaba, Queensland trải dài đến phía đông bắc bang Tasmania, còn ở bờ tây và nam, từ Port Denison, Tây Úc trải dài đến bán đảo Yorke, Nam Úc.
B. frenchii sống gần các rạn san hô hay trên các thảm tảo ở vùng nước nông, độ sâu khoảng 15–82 m.

## Loài bị đe dọa
Số lượng của loài này đang bị suy giảm do nạn đánh bắt quá mức (cả trong đánh bắt thương mại và câu cá giải trí), đặc biệt là ở bờ biển Tây Úc. Vì thế, B. frenchii được xếp vào danh sách Loài sắp bị đe dọa.

## Mô tả
B. frenchii có chiều dài cơ thể tối đa được ghi nhận là 48 cm. Cơ thể của B. frenchii có màu đỏ tươi, trắng hơn ở bụng. Có hai đốm màu vàng nổi bật ở thân trên: đốm thứ nhất nằm giữa thân, đốm còn lại nhỏ hơn ở sau vây lưng. Vây lưng có màu đen trên chóp các tia gai, cũng như một đốm đen ở trước vây lưng (bao quanh 3 gai đầu tiên). Cá con có màu đen với các vệt sọc trắng. Có bốn đốm đen lớn: hai trên vây lưng, một trên vây hậu môn và xung quanh gốc vây ngực.
Số gai ở vây lưng: 12; Số tia vây ở vây lưng: 10; Số gai ở vây hậu môn: 3; Số tia vây ở vây hậu môn: 11; Số tia vây ở vây ngực: 16–17.

## Sinh thái học
Thức ăn của B. frenchii có thể là những loài thủy sinh không xương sống như nhuyễn thể và giáp xác. Mùa sinh sản của B. frenchii diễn ra vào cuối mùa xuân đến hết mùa hè (từ tháng 10 đến tháng 2 năm sau). Ở bờ biển phía nam, cá con có xu hướng tăng trưởng nhanh và thuần thục sinh dục sớm hơn so với quần thể ở bờ biển phía tây, nhiều khả năng là do vùng nước ở bờ nam mát hơn ở bờ tây, tạo điều kiện thuận lợi cho môi trường sống của B. frenchii ở khu vực này.
B. frenchii được xác nhận là một loài lưỡng tính tiền nữ, tức cá đực trưởng thành đều phải trải qua giai đoạn là cá cái. Tuổi thọ tối đa được ghi nhận ở B. frenchii là 78 năm tuổi. Cùng với Achoerodus gouldii, B. frenchii là những loài có tuổi thọ lớn nhất được biết đến trong họ Cá bàng chài.

### Trích dẫn
- Martin F. Gomon (2006). "A revision of the labrid fish genus Bodianus with descriptions of eight new species" (PDF). Records of the Australian Museum, Supplement. Quyển 30. tr. 1–133. ISSN 0812-7387.